# Auts
 (novembre 2019).
Si vous disposez d'ouvrages ou d'articles de référence ou si vous connaissez des sites web de qualité traitant du thème abordé ici, merci de compléter l'article en donnant les références utiles à sa vérifiabilité et en les liant à la section « Notes et références ».
Les Auts sont une série de collines située au sud-est de Mequinenza, dans la région du Bajo Cinca dans l'Aragon. Ils s'étendent sur environ 6 kilomètres du nord au sud sur la rive droite de l'Èbre, en face de Mequinenza. Leur altitude maximale est de 446 mètres à l'Alto de los Auts.

## Histoire

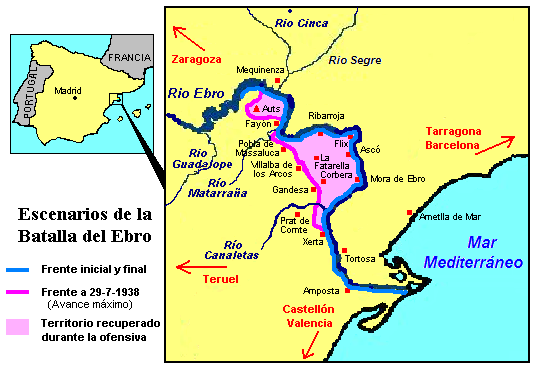
Carte de la bataille de l'Èbre.

Avec la volonté de reprendre le cours de la guerre civile d'Espagne et d'alléger la pression sur Valence, l'Armée populaire de la République espagnole a lancé une offensive sur la rive droite de l'Èbre, sur un front couvrant de Tortosa à Mequinenza et traversant l'Èbre de trois points.
Les positions au nord et au sud de l'axe d'attaque étaient censées être des opérations gênantes. Le secteur nord, qui s'étend de Mequinenza à Fayón, a été traversé à l’aube le 25 juillet par la 42e division, avant d’occuper l'Alto de los Auts, au sud du centre-ville de Mequinenza. 
Après neuf jours d'attaques ininterrompues sur la ligne de défense franquiste, l'état-major républicain a ordonné à ses troupes d'adopter des positions plus défensives. Le général Francisco Franco a décidé, malgré les conseils de certains de ses généraux qui avaient choisi d'ouvrir un nouveau front à Lérida, de relever le défi et de se battre sur le front de l'Èbre.
L’opération de la poche Mequinenza-Fayón, secondaire dans la bataille de l'Èbre par rapport à l’objectif principal - l’avancée vers Gandesa - a débuté le 25 juillet avec la traversée du fleuve Èbre et la conquête d’une tête de pont entre les villages de Fayón et Mequinenza.
L’offensive républicaine avait pour objectif de fixer les réserves de l’ennemi et de couper la route de Mequinenza à Maella précisément à la hauteur du Cruce de Gilabert. Ce nœud, cependant, n'a jamais été conquis. Aux efforts initiaux de la 226e brigade et d'une partie de la 227e brigade de la 42e division qui conquit rapidement l'Alto de los Auts, les franquistes répondirent par l'arrivée progressive de renforts. L'offensive s'est poursuivie jour après jour sans progrès notable malgré les violents combats. Le 1er août, un double bombardement aérien et d'artillerie a précédé une première contre-attaque des forces de Franco. Les républicains attaqueraient à nouveau deux jours dans une dernière tentative de conquérir le convoité Cruce de Gilabert tandis que le 6 août se déroulait la contre-attaque définitive des défenseurs, qui se repliaient de manière ordonnée jusqu'à minuit le même jour, en évitant l'effondrement de toute la division.
Le bilan de cette bataille à Mequinenza est l’une des plus sanglantes de toute la bataille de l'Èbre : 817 morts et 1 328 prisonniers du côté républicain, sans compter les blessés et les disparus (environ 3 000 victimes), et par l’armée franquiste, 135 morts et 1 284 blessés.

## Monument des Auts

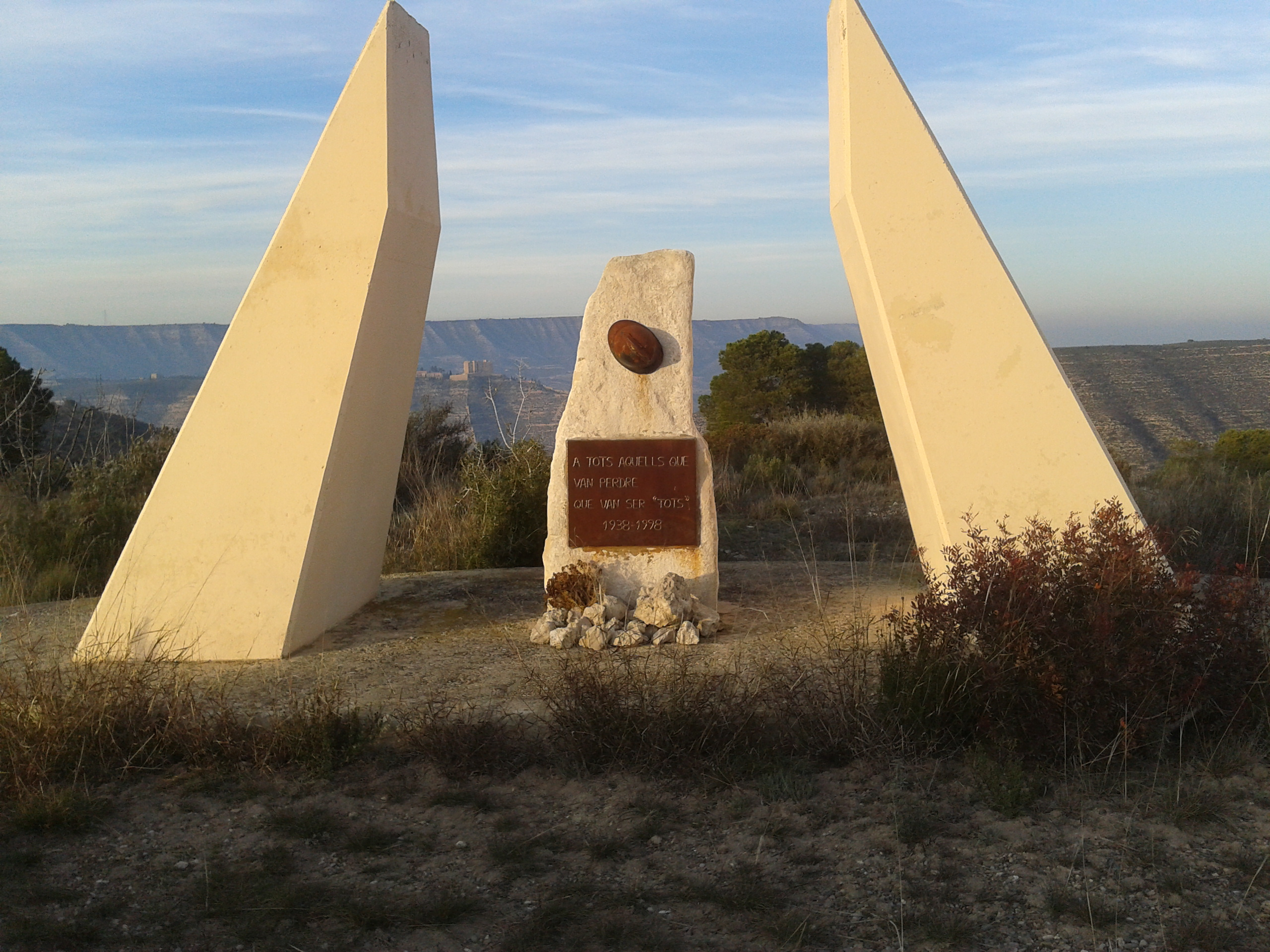
Monument aux tombés dans la bataille de l'Èbre a Mequinenza.

Six décennies après les événements, le 8 août 1998, le groupe de survivants de la Quinta del Biberón a inauguré le monument érigé sur le flanc du mont Alto de los Auts, une position clé, la plus haute et la plus défendue par les républicains espagnols. Le monument, conçu par Javier Torres, est présidé par deux plaques, en catalan et espagnol, et deux casques de chaque côté. La plaque indique : « À tous ceux qui ont perdu, qui étaient tous ». L'événement a impliqué jusqu'à 250 biberones accompagnées de leurs familles. Après avoir fait une offrande florale au pied du monument, les anciens combattants ont rappelé la soif, la chaleur et les maladies dont ils souffraient à ces niveaux.
Le monument est situé à côté de la route de Mequinenza à la fin de l'ascension vers le port de Fayón, où, en surmontant la montée abrupte de la route, un panneau indique l'accès au monolithe.